# 丘紫真璃
丘紫 真璃（おかむらさき まり、1988年12月13日 -）は、日本の児童文学作家。兵庫県生まれ。神戸市在住。いて座、AB型。

## 人物
14歳の時『黄色い卵は誰のもの?』でデビュー。銀色夏生に「生まれながらの物語作家の誕生」と絶賛される。
趣味は、犬の散歩・ヨガ、バレエ。

## 受賞歴など
- 『リンリンちゃんとワンゴ天才発明会社』（入選時のタイトルは「りんりんちゃんとダッペルピーポン」[4]）
  - 第2回 「新・童話の海」入選[5]。
- 『ぐらん×ぐらんぱ!スマホジャック』
  - 第2回 小学館ジュニア文庫小説大賞 金賞[6]。

## 作品リスト

### おりょうり犬ポッピー
イラスト：つじむらあゆこ
- おりょうり犬ポッピー たんじょうびのカレーじけん（ポプラ社 2015年9月）ISBN 978-4-591-14644-6
- おりょうり犬ポッピー バナナがびょうき!?じけん（ポプラ社 2016年3月）ISBN 978-4-591-14921-8
- おりょうり犬ポッピー ハンバーグへんしんじけん（ポプラ社 2018年8月）ISBN 978-4-591-15943-9

### ぐらん×ぐらんぱ!スマホジャック
イラスト：うっけ
- ぐらん×ぐらんぱ!スマホジャック 1（小学館 2017年2月）ISBN 978-4-09-231147-3
- ぐらん×ぐらんぱ!スマホジャック 2 恋の一騎打ち（小学館 2017年7月）ISBN 978-4-09-231170-1

### シリーズ作品以外
- 黄色い卵は誰のもの?（幻冬舎 2003年11月）ISBN 4-344-00423-X　 - デビュー作
- リンリンちゃんとワンゴ天才発明会社（ポプラ社 2010年12月）ISBN 978-4-591-12201-3 《絵：MICAO》
- イケてる! ろくろ首!!（2020年5月 講談社）ISBN 978-4065182987《絵：上田バロン》
- 世界中からヘンテコリン!? 世にも不思議なおみやげ図鑑 メキシコ&フィンランド編（小学館 2022年4月）ISBN 978-4092314016《絵：こめ苺》